# Бенев
Бенев (пол. Bieniew) — село в Польщі, у гміні Ілув Сохачевського повіту Мазовецького воєводства.
Населення — 79 осіб (2011).
У 1975—1998 роках село належало до Плоцького воєводства.

## Демографія
Демографічна структура станом на 31 березня 2011 року:
|          | Загалом | Допрацездатний вік | Працездатний вік | Постпрацездатний вік |
| -------- | ------- | ------------------ | ---------------- | -------------------- |
| Чоловіки | 44      | 13                 | 27               | 4                    |
| Жінки    | 35      | 10                 | 15               | 10                   |
| Разом    | 79      | 23                 | 42               | 14                   |